# Baksei Chamkrong
Baksei Chamkrong è un piccolo tempio induista dedicato al dio Shiva, al suo interno si può trovare una pregevole statua dorata della divinità. Il tempio è situato sul lato sinistro dell'entrata sud dell'Angkor Thom, risale all'epoca dell'Impero Khmer ed è stato costruito dal re Harsavarman I in onore di suo padre Yasovarman I. La costruzione fu iniziata durante il periodo di Harsavarman I e durò per molti anni a causa di alcune modifiche ordinate dai sovrani successivi, fu completato durante il regno di Rajendravarman II (944-968 d.C.)
Il nome Baksei Chamkrong significa letteralmente "L'uccello che dà rifugio sotto le sue ali" e deriva da una leggenda che parla di un re che provò a fuggire da Angkor durante un assedio e in questo venne aiutato da un enorme uccello che lo trasportò e gli diede protezione sotto le sue ali.
Questo tempio è uno dei primi del sito costruiti con materiali capaci di resistere al tempo, mattoni e laterite e con decorazioni in arenaria, molto dello stucco sulle superfici del tempio è andato distrutto per via degli agenti atmosferici.